# أنا وأورسن ويلز
أنا وأورسن ويلز (Me and Orsen Welles) هو فيلم درامي تاريخي، أُنتج عام 2008 ومن إخراج ريتشارد لينكليتر وبطولة زاك إيفرون وكريستيان مكاي وكلير دانس.
وهو مقتبس من رواية روبرت كابلو التي تحمل نفس الاسم، وتدور أحداث القصة في نيويورك عام 1937، وتحكي قصة مراهق تم تعيينه لأداء مسرحية أورسن ويلز المأخوذة من رواية يوليوس قيصر لوليم شكسبير، وينجذب إلى مساعدة إنتاج.
تم تصوير الفيلم في لندن ونيويورك وعلى جزيرة مان في فبراير ومارس وأبريل 2008، وتم إصداره في الولايات المتحدة في 25 نوفمبر 2009، والمملكة المتحدة في 4 ديسمبر 2009.
اختير الفيلم كأحد أفضل عشرة أفلام مستقلة لهذا العام من قبل المجلس الوطني للمراجعة.

## روابط خارجية
- Me and Orson Welles  في قاعدة بيانات الأفلام على الإنترنت (بالإنجليزية)
- Me and Orson Welles في موقع بوكس أوفيس موجو.
- Me and Orson Welles في روتن توميتوز.
- Interview with Arthur Anderson